# Музей Войска польского
Музей Войска польского посвящён истории вооружённых сил Польши от возникновения древнепольского государства до Второй мировой войны. Находится на территории Варшавской цитадели. Является вторым по величине музеем Польши после Национального. Зарегистрирован в Государственном реестре музеев.

## История
Основан Юзефом Пилсудским в 1920. Содержит богатую коллекцию древнего оружия (в том числе археологических находок), а также знамён польских легионов и восстаний эпохи разделов Польши. Среди экспонатов музея — позолоченный шлем воина времён Болеслава I, мечи, сёдла и доспехи нескольких королей и полководцев, готический реликварий — трофей Ягайло после Грюнвальдской битвы, подлинное седло Наполеона I времён египетского похода и его шляпа, личные вещи Тадеуша Костюшко, военная техника XX века.
Во дворе музея — выставка военной техники. Имеются филиалы — Музей польских военных технологий и Катынский музей в Черняковском форте (открыты в 1993 году).
Ранее находился на Иерусалимских аллеях, 3, рядом с Национальным музеем Польши. Переезд в новое помещение в Варшавской цитадели завершился 13 августа 2023 года.
Первым директором музея был польский военный историк, музейный специалист Бронислав Гембажевский (1872—1941).